# بنسون هندرسون
بنسون هندرسون (انگلیسی: Benson Henderson؛ زادهٔ ۱۶ نوامبر ۱۹۸۳) کشتی‌گیر، ورزشکار هنرهای رزمی ترکیبی و تکواندوکار اهل ایالات متحده آمریکا است. وی از سال ۲۰۰۶ میلادی تاکنون مشغول فعالیت بوده‌است.